# 中院通方
中院 通方（なかのいん みちかた）は、鎌倉時代前期の公卿、故実家で歌人。正二位・源通親の五男。中院家の祖とされている。土御門通方とも。

## 生涯
文治5年（1189年）、源通親の五男として誕生。母は藤原範子。
6歳で従五位下を授けられ、翌年には父の知行国であった因幡国が与えられる。建暦元年（1211年）に蔵人頭となって翌年に公卿に列した。以後、参議・検非違使別当・権中納言を歴任するが、承久の乱後恐懼処分を受けて謹慎した。乱後は同母姉・承明門院とその孫・邦仁王（土御門天皇の子、後の後嵯峨天皇）を後見した。
安貞元年（1227年）に中納言、2年後に権大納言となる。その間に宮廷行事における服装などの有職故実についてまとめた『飾抄』を著した。歌人としては『新勅撰和歌集』他に10首収められている。
暦仁元年（1238年）、大納言に昇ったものの、間もなく病で倒れ、その年の暮れに薨去。享年50。

## 系譜
- 父：源通親
- 母：藤原範子（藤原範兼の娘）
- 妻：藤原則子（藤原長兼の娘）
  - 長男：源通氏（1213-1238）[従三位左中将]
- 妻：一条能保の娘
  - 次男：中院通成（1222-1286）[内大臣正二位]
- 妻：源雅頼の娘
  - 男子：北畠雅家（1215-1274） - 北畠家祖
- 妻：家女房
  - 四男：土御門顕方（?-?） - 土御門定通養子
- 生母不明の子女
  - 男子：土御門通世（?-1270以降）[正二位参議]
  - 男子：道能
  - 男子：雲観
  - 女子：後嵯峨院大納言局（典侍）
  - 女子：花山院通雅室